# Йотация
Йота̀цията, наричана още йотуване и йотиране, е фонетично явление, при което се вмъква звукът „й“ пред гласна в началото на сричка, тоест в началото на дума или между две гласни. Съгласната „й“ и следващата гласна образуват двугласна.

## Йотуването в българския език
Йотуването е различимо най-ясно при пренастройване на гласовия апарат от предна към задна гласна:
[лайе], [гнойен];
и в обратна посока:
[пийа], [милейа].
Само йотацията от втория вид се приема за книжовна:
приятел, сияен.
Йотацията от първия вид се проявява само при отпадане на непостоянно е след гласна; в тази позиция се появява й:
таен – тайно;
боен – бойна.
Йотуване на окончания се среща в основните форми и в обръщенията:
България, фея;
Българийо, фейо.
Йотуване не се появява между представка и корен, дори когато възниква съчетание от две гласни:
приобщавам, преобувам.
В българския книжовен език думи от чужд произход се йотуват само в края:
материя [материйа], идея [идейа], химия, Франция.
Книжовната норма не допуска йотуване на чужди думи в средисловието:
материален [материален], идеален [идеален], официален, реален.
Изключения:
християнство, християнин, християнка;
софиянец, софиянка;
плеяда.
Спрямо йотуването в средисловието се допуска свобода при личните имена от чужд произход:
Мариана и Марияна.
Обаче само формата Мария се приема от книжовната норма.

## Етимология
Названията йотация, йотуване и йотиране произхождат от названията на:

– латинската буква йот (J), означаваща звука „й“;

– буквата йота (ι), която е деветата буква от гръцката азбука и е била използвана в българската азбука до XIX век (і).

## Транскрипция на буквата J
При транскрипция буквата J (йот) в зависимост от следващата гласна се предава на български с „Я“, „Ю“, „Й“ или „Ь“. Когато е поставена след съгласна, тази буква означава не звука „й“, а мекост на предходната съгласна, т.нар. палатализация, която е явление, различно от йотацията.
Буквата йот се среща в различни думи, по-специално в географски названия, в следните европейски държави: Германия, Дания, Белгия, Холандия, Исландия, Гренландия, Норвегия, Швеция, Финландия, Естония, Литва, Латвия, Австрия, Люксембург, Лихтенщайн, Италия, Чехия, Словакия, Полша, Унгария, Сърбия, Черна гора, Словения, Хърватия, Босна и Херцеговина, Северна Македония, Малта, Албания, Фарьорските острови и част от Швейцария.
В езиците на Англия, Испания, Турция, Румъния и Франция буквите I и Y участват във форми на йотуване.
Правилата за транскрипцията на географски названия на български език се определят от специална наредба.
Съчетанието JA се транскрибира с българско Я.
Примери:
- В началото на думата: Яде (Jade) – залив в Германия.
- В средата на думата, след съгласна: Любляна (Ljubljana) – столицата на Словения.
- В края на думата, след съгласна: Баня Лука (Banja Luka) – град в Босна и Херцеговина.
- След гласна: Логарая (Llogaraja) – национален парк в Албания.

Съчетанията JU и JÜ се транскрибират с българско Ю; те се срещат само в началото на думите. Само в шведски думи се срещат съгласни букви (D, G, H, L) пред JU и JO; тези съгласни не се произнасят. В норвежки и шведски названия съчетанието JO в началото на думата се транскрибира като Ю.
Примери:
- JU: Юденау (Judenau) – град в Австрия.
- JÜ: Юлих (Jülich) – град в Германия.
- Шведско JU след съгласна: Юра (Djura) – село в Швеция.
- Шведско JO след съгласна: Ю (Hjo) – град в Швеция.
- Шведско JO в началото на дума: Юнсторп (Jonstorp) – село в Швеция.
- Норвежко JO в началото на дума: Юндал (Jondal) – община в Норвегия.

Съчетанията JO, JÖ, JE и JÄ се транскрибират съответно с ЙО, ЙО, ЙЕ и ЙЕ само в началото на думата и след гласните А и Е (след тези гласни в страните със сърбохърватски названия не се извършва йотация).
Примери:
- JO: Йонково (Jonkowo) – село в Полша.
- JÖ: Йорн (Jörn) – село в Швеция.
- JE: Йелча (Jelcza) – село в Полша.
- JÄ: Йегербрюк (Jägerbrück) – село в Германия.
- След А: Лайош (Lajos) – унгарско мъжко име.
- След Е: Анджейево (Andrzejewo) – село в Полша.

Съчетанията JO и JÖ се транскрибират с ЬО, когато пред тях има съгласна.
Примери:
- JO: Фьоне (Fjone) – село в Норвегия.
- JÖ: Бьорке (Björke) – село в Швеция.

Буквата J не се предава на български, когато стои едновременно след съгласна и пред Е или Ä.
Примери:
- JE: Лютенбург (Lütjenburg) – град в Германия.
- JÄ: Беста (Bjästa) – град в Швеция.

Буквата J не се предава на български при транскрибиране на сърбохърватски думи, когато пред съчетанието JE стои някоя от гласните А, Е, I, О или U.
Примери:
- След А: Сараево (Sarajevo) – столица на Босна и Херцеговина.
- След Е: Висеец (Visejec) – село в Словения.
- След I: Риека (Rijeka) – град в Хърватия.
- След О: Сладоевци (Sladojevci) – село в Хърватия.
- След U: Крагуевац (Kragujevac) – град в Сърбия.

Буквата J не се предава на български, когато е последната буква в сърбохърватски думи.
Пример:
- Сен (Senj) – град в Хърватия.

Буквата J не се предава на български, когато участва в съчетанието JI в средата или в края на думата.
Примери:
- В средата на думата: Кониц (Konjic) – град в Босна и Херцеговина.
- В края на думата: Горни Вакуф (Gornji Vakuf) – град в Босна и Херцеговина.